# Фонте (Еро)
Фонте (фр. Fontès) је насеље и општина у јужној Француској у региону Лангдок-Русијон, у департману Еро која припада префектури Безје.
По подацима из 2011. године у општини је живело 950 становника, а густина насељености је износила 53,67 становника/km². Општина се простире на површини од 17,7 km². Налази се на средњој надморској висини од 82 метара (максималној 235 m, а минималној 38 m).

## Демографија
| 1962. | 1968. | 1975. | 1982. | 1990. | 1999. | 2011. |
| ----- | ----- | ----- | ----- | ----- | ----- | ----- |
| 795   | 802   | 726   | 750   | 797   | 788   | 950   |

График промене броја становника у току последњих година